# 慕容評
慕容評（？—4世纪），昌黎棘城（今辽宁义县西北）人，前燕宗室，追尊燕武宣帝慕容廆之子，追尊燕文明帝慕容皝之弟，封上庸王。

## 早期
咸康二年（336年）正月十九日，慕容皝率领军师将军慕容评等从昌黎东行踏冰而进三百多里，在历林口弃辎重，轻兵赴平郭，擒杀自称平州刺史、辽东公的胞弟慕容仁。
咸康五年（339年），慕容评作为前军师，和兄弟广威将军慕容軍及折冲将军慕輿根、荡寇将军慕輿泥一同在对后赵边境辽西的奇袭中取胜，掠千余户以归，赵镇远将军石成、积弩将军呼延晃、建威将军张支来追，慕容评等与之作战，败石成，斩呼延晃、张支首级。

## 慕容儁统治时期
永和四年（348年），慕容皝去世，慕容儁继位，仍用东晋封号称燕王。五年（349年），赵帝石虎驾崩，赵陷入石虎诸子和养孙石闵的内讧中。石闵后来复姓冉，建立冉魏。慕容儁因此决定南征，以慕容恪为辅国将军，慕容评为辅弼将军，左长史阳鹜为辅义将军，号称“三辅”，没几年就占领了赵的大片土地。慕容评遣使招降擅長射箭的魏章武太守贾坚，贾坚不投降，率郡兵邀慕容评战于高城，慕容评生擒之，斩首三千余级。慕容儁以慕容评为章武太守。七年（351年），慕容评于鲁口攻打赵幽州刺史王午，军到南安，王午遣其将郑生拒战，慕容评迎击斩之，于是中山太守侯龛逾城出降。
八年（352年）三月冉闵被俘后，五月，慕容儁派慕容评及中尉侯龛等率骑一万包围魏都城邺城，与冉闵的皇后董皇后和儿子冉智相持，又派广威将军慕容军、殿中将军慕舆根、右司马皇甫真等率步骑二万助之。魏大将军蒋干率锐卒五千与晋援兵出城挑战，被慕容评所败，被斩首四千余级，单骑回城。八月，长水校尉马愿、龙骧将军田香开门投降慕容评，蒋干悬缒出奔，慕容评遂灭魏，将董皇后、冉智、太尉申钟、司空条攸、中书监聂熊、司隶校尉籍罴、中书令李垣及魏诸王公卿士等及乘舆服御送回中山，魏尚书令王简、左仆射张、右仆射郎肃都自杀。随后慕容评被任为司州刺史，守邺城。元玺三年（354年），已与晋决裂并称帝的慕容儁命慕容评临时主管洛阳地区的军务（尽管当时燕并没有占领洛阳的实力），为镇南将军，都督秦、雍、益、梁、江、扬、荆、徐、兖、豫十州河南诸军事。不久又封为司徒、骠骑将军，封上庸王。原赵将李历、张平、高昌、吕护、冯鸯等想在燕、前秦和晋之间谋求独立。光寿二年（358年）二月，慕容评讨冯鸯，不克。慕容儁派领军将军慕舆根率兵助之。慕舆根想急攻，慕容评认为冯鸯壁垒坚固应该缓攻，慕舆根说如果缓攻，冯鸯部下会以为燕军不过如此，怀有侥幸，反而团结，急攻之下才会恐惧离心。冯鸯与党羽果然在急攻下互相猜忌，冯鸯奔野王投靠吕护，其党尽降。九月，慕容评讨张平于并州，并州百余壁垒皆降，张平奔平阳请降。三年（359年），又与长乐太守傅颜率步骑五万在东阿大败率水陆军二万伐燕的晋太山太守诸葛攸。
建熙元年（360年）正月，慕容儁病重，任命能干的弟弟大司马慕容恪为太子慕容暐的摄政，由慕容评、司空阳鹜、慕輿根辅佐。不久，慕容儁驾崩，慕容暐继位。

## 慕容恪摄政时期
慕容暐以慕容恪为太宰、录尚书，行周公事，慕容评为太傅，副赞朝政，慕輿根为太师。慕輿根作为将军，职位高于慕容恪和慕容评，不甘居于慕容恪之下，与左卫慕舆干同谋杀慕容恪、慕容评，再行篡位，于是先对小皇帝和可足浑皇太后诬告慕容恪、慕容评谋反，请求率禁兵诛杀他们。太后误信了，但小皇帝不相信，拒绝下诏。慕容恪很快察觉，和慕容评商议后，密奏慕輿根罪状，于是慕輿根及其妻子党羽伏诛。
慕容恪虽然是摄政，但在重大决策上都和慕容评商议。他的摄政很成功，把燕管理得很有效率，同时向南扩张蠶食晉領土。但慕容评对慕容恪的成功的贡献不清楚。建熙二年（361年），慕容暐宠信的方士丁進想讨好慕容恪，劝他杀掉慕容评，但慕容恪被惹恼了，上奏捕丁進斩之。
建熙五年（364年）二月，慕容评与龙骧将军李洪略地河南，袭许昌，杀颍川太守李福，遂侵汝南诸郡，太守朱斌遁于寿阳。慕容评克悬瓠，又进围陈郡，太守朱辅婴城固守，晋大司马桓温遣江夏相刘岵击退之。但慕容评仍将万余户百姓迁入幽、冀。
七年（366年），慕容恪、慕容评提出辞职，还政于慕容暐，被慕容暐拒绝。
八年（367年），慕容恪患病。他认为慕容评性多猜忌，而弟弟都督荆、扬、洛、徐、兗、豫、雍、益、梁、秦等十州诸军事、征南大将军、荆州牧吴王慕容垂是一个能干的将领，试图说服慕容评、慕容暐及慕容暐的庶兄乐安王慕容臧把军权交给慕容垂。但当年慕容恪死后，慕容评并没有这么做，而是让皇弟中山王慕容冲担任大司马，掌军权。慕容评成为摄政，和可足浑皇太后共同掌权。秦天王苻坚闻慕容恪死，有图燕之心，派西戎主簿郭辩出使，郭辩意图策反本是秦人且家属多在秦为官的燕司空皇甫真，皇甫真怒告慕容暐请求治其罪，慕容评不许。郭辩回报燕朝政无纲纪，可图。

## 摄政
慕容评虽然显然有军事才能，但作为摄政，他无能且腐败。前秦晋公苻柳、赵公苻双、魏公苻廋、燕公苻武背叛苻坚，九年（368年），他们向燕求援。包括皇叔魏尹范阳王慕容德在内的众多官员都认为这是灭秦的良机，但慕容评却认为秦是大国，即使遭内乱也不易夺取，何况皇帝不如先帝，自己的智略也不如慕容恪，只要保境就可以了，灭秦不是他能做的。于是没有对秦采取任何军事行动，十二月，前秦四公的叛乱被扑灭。
同年九月，尚书左仆射悅綰注意到贵族把百姓迁到自己的封地以让他们只给自己而非燕朝廷纳税的腐败行为愈演愈烈，导致国库空虚，无力支付官员俸禄，向慕容暐提出了相应的改革方案。慕容暐同意了，并且让悅綰负责此事，悅綰也成功地让20万百姓重新为朝廷纳税。贵族因此忌恨悅綰，悅綰在当年十一月就去世了。虽然史学家大多认为他本就有病，是自然死亡，但《晋书》称他是被因他的改革而蒙受很大损失的慕容评毒害。
十年（369年）四月，桓温大举伐燕，慕容评派出的军队都被打败，六月，甚至由慕容臧所率的主力也在向都城邺城附近行进时战败。七月，慕容评和慕容暐害怕了，想逃回旧都和龍（在今辽宁锦州）。而被慕容评削权的慕容垂想做最后一搏。同时，慕容评派使者去秦求援，许诺以慕容恪于建熙六年（365年）攻占的洛阳地区为谢。秦辅国将军王猛认为慕容评非桓温对手，对苻坚分析利弊，一旦桓温成功，秦也大势已去，建议苻坚救燕，等桓温被击退，燕也已被削弱，可趁机取之。苻坚从之。九月，慕容垂、慕容德大败桓温，不久秦军也赶来，再败桓温。桓温再也没有能力对燕发动大规模进攻了。
但慕容评和可足浑皇太后不久做出了两项毁灭性的决定：尽管慕容垂的正妃是太后的亲妹妹，但慕容垂并不爱她。慕容垂为部将孙盖等请功，被慕容评搁置不录，慕容垂因而数次在朝堂上与慕容评相争。太后诋毁慕容垂战功，还想杀掉慕容垂，慕容评出于忌惮，也参与了谋杀计划。慕容恪之子慕容楷与慕容垂舅父兰建闻讯告诉慕容垂，建议慕容垂先发制人除掉慕容评和慕容臧，慕容垂不愿骨肉相残，十一月，出逃奔秦，慕容评报告慕容暐，派西平公慕容强率精骑追杀，追到范阳，未果。慕容垂被苻坚封为冠军将军。尚书右丞申绍建议慕容评从左右僚属中提拔贤者以止谤，于是慕容评提拔高泰为尚书郎。先前十月时给事黄门侍郎梁琛使秦，苻坚问及燕名臣，梁琛答“太傅上庸王评，明德茂亲，光辅王室”。梁琛归国，和侍中皇甫真都警告慕容评秦有威胁，但慕容暐、慕容评都不以为虞。同时，慕容评和太后拒绝应诺割让洛阳地区。秦遣黄门郎石越来使，慕容评奢侈以待，想夸耀燕富裕强盛。高泰和太傅参军刘靖对慕容评说应该耀兵，展现奢靡反而会让秦更看轻，慕容评不从，于是高泰告病回家。慕容评贪昧无厌，任官不以才，下属怨愤。灵台令许敦嫉妒太史令黄泓有宠，谄事慕容评，慕容评毁谤黄泓，以为太史灵台诸署统，加给事中。十二月，愤怒的苻坚派王猛率军六万伐燕。
十一年（370年）正月，王猛进逼洛阳，洛阳被迫投降。七月，王猛兵临壺關（在今山西长治），于路击败了所有抵抗的燕军，随后又攻占晉陽（在今山西太原）。八月，慕容暐命慕容评、下邳王慕容厉率三十万（一作四十万）精兵对抗王猛。当时慕容暐左右还有人认为秦国小兵弱，王猛不过平凡之才，并非慕容评对手。但慕容评害怕王猛，又认为王猛是孤军深入，于是屯兵潞川（也在今山西长治），意欲打持久战。十月，王猛的军队很快到了，两军对垒。王猛遣游击郭庆率精锐骑兵五千，趁夜走小道到慕容评大营后放火烧慕容评辎重，邺城中能看见火光，慕容暐因而害怕。与此同时，慕容评命士兵看管森林和河流，要求百姓甚至自己的士兵要献上钱帛才能伐木、打渔。这被视为他当时最腐败的行为。他虽然因此聚敛了财富，但军队的士气却完全丧失了。慕容暐闻讯遣侍中兰伊予以谴责，命慕容评把这些财富都分配给士兵，催其速战，但大错已经铸成。十月，两军交战，王猛见慕容评军多，对洛州刺史邓羌许以官职，于是邓羌和虎牙将军張蚝、将军徐成等跨马运矛驰入慕容评军杀进杀出，旁若无人，占绝对多数的慕容评军被王猛打得溃败，死五万余人，又被乘胜追击降斩十万，慕容评等单骑逃回邺城。慕容暐放弃邺城想逃回和龙，与慕容评等数十骑奔昌黎，在高阳被郭庆追擒，燕亡。慕容评逃到和龙，被郭庆追上，又逃到高句丽，被高句丽缚送于秦。苻坚宽恕了他，任他为给事中。而慕容恪、慕容评的家宅和家产则被赏赐给王猛。建元八年（372年），慕容垂向苻坚指出慕容评导致燕亡，是商朝恶来一样的罪臣，该杀；苻坚出慕容评为范阳太守。此后，没有慕容评的记载，他的去世时间和原因都不详。
建元十九年（383年）十一月，苻坚伐晋，在淝水之战战败，秦军溃散，只有慕容垂所率三万人完整，苻坚率以千余骑投奔。慕容垂子慕容宝建议慕容垂趁机复国，不要为了顾念旧恩忘了社稷。时任奋威将军的慕容德也赞成报秦灭燕之仇。慕容垂虽然同意伺机复国，但也提到自己昔日被慕容评不容之际，苻坚对自己有收留礼遇信任之恩，不可忘，最终没有听亲党所言趁机杀苻坚。

## 孙子
- 慕容懿，慕容垂建立后燕后，慕容懿官至镇西将军、幽州刺史，爵封上庸公。建始元年（407年）降魏，为平州牧、昌黎王。[20]

## 评价
- 魏元忠：故魏用柏直以拒汉，韩信轻为竖子；燕任慕容评以抗秦，王猛谓之奴才。即柏直、慕容评智勇俱亡者也。夫中材之人，素无智略，一旦居元帅之任，而意气轩昂，自谓当其锋者无不摧碎，岂知戎昭果毅、敦《诗》说《礼》之事乎！[21][22]
- 司马光：彼慕容评者，蔽君专政，忌贤疾功，愚暗贪虐，以丧其国，国亡不死，逃遁见擒。[18]